# 83. Internationale Sechstagefahrt
Die 83. Internationale Sechstagefahrt war die Mannschaftsweltmeisterschaft im Endurosport und fand vom 1. bis 6. September 2008 im griechischen Serres sowie der näheren Umgebung statt. Die Nationalmannschaften Frankreichs konnten zum dritten Mal die World Trophy sowie zum ersten Mal die Women’s Trophy gewinnen. Die Nationalmannschaft Italiens gewann zum sechsten Mal die Junior Trophy.

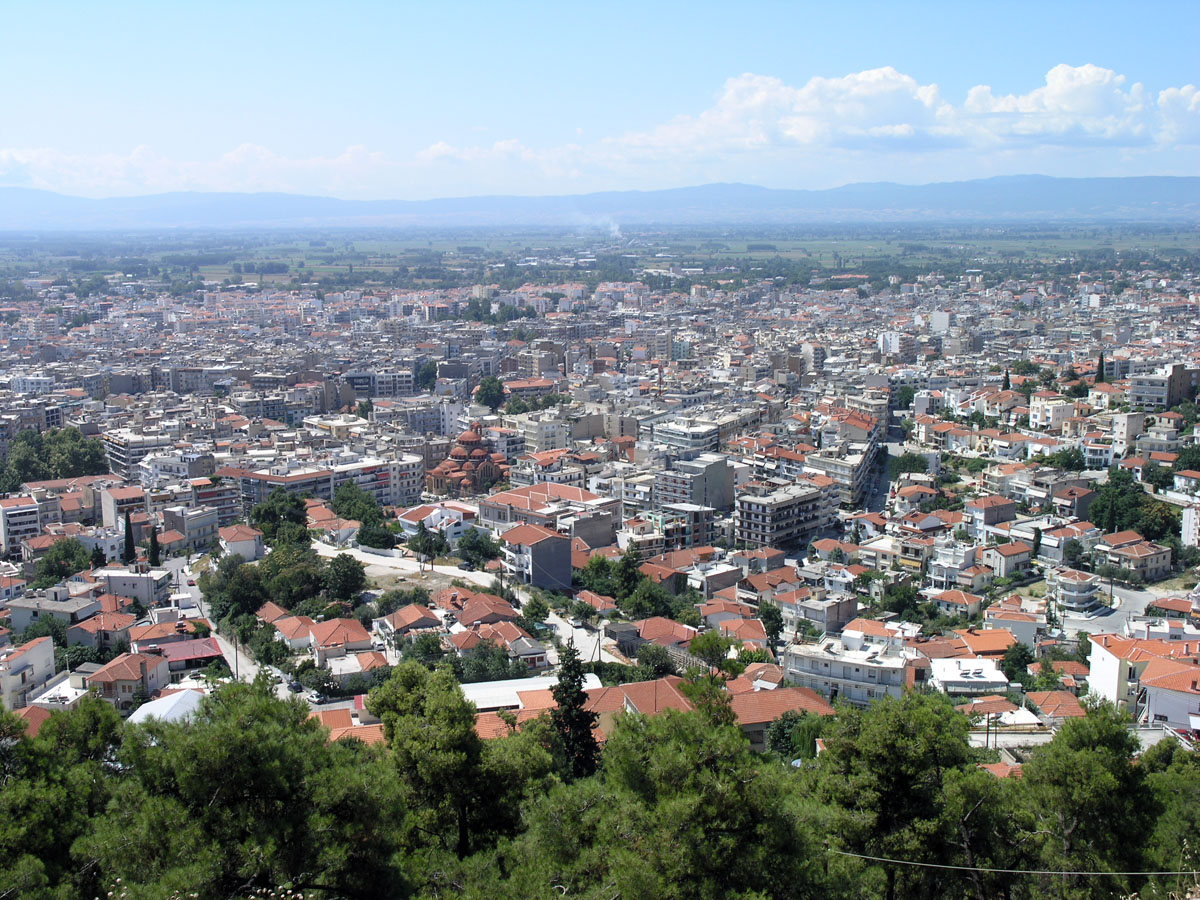
Serres, Start- und Zielort der einzelnen Etappen

## Wettkampf

### Organisation
Die Veranstaltung fand zum ersten Mal in Griechenland statt. Der Parc fermé und das Fahrerlager befanden sich auf dem „Racecircuit Serres“.
Am Wettkampf nahmen 26 Teams für die World Trophy, 16 für die Junior Trophy, vier für die Women’s Trophy und 74 Clubteams aus insgesamt 32 Nationen teil.
Deutschland nahm an der World Trophy, Junior Trophy, Women’s Trophy sowie mit vier Clubmannschaften teil. Österreich und die Schweiz nahmen jeweils an der World Trophy teil. Zudem war eine österreichische Clubmannschaften am Start.

### 1. Tag
Besondere Herausforderungen für alle Fahrer lagen in der starken Staubentwicklung auf der Strecke sowie den hohen Temperaturen. Die höchsten Punkte der Etappe lagen deutlich über 1600 Meter.
Nach dem ersten Fahrtag führte in der World Trophy-Wertung das Team aus Frankreich vor Italien und den USA. Das deutsche Team lag auf dem 9., das Schweizer Team auf dem 14. und das österreichische Team auf dem 20. Platz.
In der Junior Trophy-Wertung führte das italienische Team vor Australien und Frankreich. Das deutsche Team lag auf dem 7. Platz.
In der Women’s Trophy führte das französische Team vor den Mannschaften aus den USA und Schweden. Das deutsche Team lag auf dem 4. Platz. Die deutschen Fahrerinnen Martina Singer und Christine Steinkraus schieden aufgrund von Zeitüberschreitung aus dem Wettbewerb. Da laut Regularien ein Restart möglich war, ging am Folgetag Martina Singer wieder an den Start.
Die Clubwertung führte das SLOVAKIA HANT TEAM vor dem MOTOCLUB ITALIA und dem CATALUNYA TEAM an. Beste deutsche Clubmannschaft war das Team DMSB 1 ADAC auf dem 8. Platz. Der österreichische MSC Mattighofen lag auf dem 36. Platz.

### 2. Tag
Die Strecke des zweiten Tages war identisch des Vortags. Die Staubentwicklung aufgrund der Trockenheit war wieder eine besondere Herausforderung. Da jedoch ab Tag 2 nach Ranking gestartet wurde, war ein Auflaufen auf Vorausfahrende seltener wahrscheinlich.
Die World Trophy-Wertung führte wie am Vortag das Team aus Frankreich vor Italien und den USA an. Das deutsche Team verbesserte sich auf den 8. Platz, das Schweizer Team lag weiter auf dem 14. Platz. Die österreichische Mannschaft verbesserte sich auf den 18. Platz.
In der Junior Trophy-Wertung führte nach wie vor das italienische Team vor Australien und Frankreich. Das deutsche Team verbesserte sich auf den 6. Platz.
In der Women’s Trophy führte unverändert das französische Team vor den Mannschaften aus den USA und Schweden. Im deutschen Team verhinderte ein technischer Defekt den geplanten Restart von Martina Singer und sie schied damit endgültig aus. Das deutsche Team lag damit aussichtslos auf dem 4. und damit letzten Platz.
Die Clubwertung führte wie am Vortag das SLOVAKIA HANT TEAM vor dem MOTOCLUB ITALIA und dem CATALUNYA TEAM an. Das Team DMSB 1 ADAC verbesserte sich auf den 7., der MSC Mattighofen auf den 28. Platz.

### 3. Tag
In der World Trophy-Wertung führte weiter das Team aus Frankreich vor Italien und den USA. Das deutsche Team rutschte auf den 8. Platz ab. Die Mannschaften der Schweiz und Österreichs lagen weiter auf dem 14. bzw. 18. Platz.
Die Junior Trophy-Wertung führte weiter das italienische Team vor Australien und Frankreich an. Das deutsche Team lag unverändert auf dem 6. Platz.
In der Women’s Trophy führte weiter das französische Team vor den Mannschaften der USA und Schwedens. Das deutsche Team lag auf dem 4. Platz.
Die Clubwertung führte wie am Vortag das SLOVAKIA HANT TEAM vor dem MOTOCLUB ITALIA und dem CATALUNYA TEAM an. Das Team DMSB 1 ADAC lag weiter auf dem 7. Platz, der MSC Mattighofen verbesserte sich auf den 25. Platz.

### 4. Tag
Die Strecke des vierten Tages war identisch des Vortags.
Am Ende des vierten Fahrtags führte in der World Trophy-Wertung weiter unverändert das Team aus Frankreich vor Italien und den USA. Das deutsche und österreichische Team lagen unverändert auf dem 8. bzw. 18. Platz, das Schweizer Team verbesserte sich auf den 13. Platz.
In der Junior Trophy-Wertung führte unverändert das italienische Team vor Australien und Frankreich. Das deutsche Team lag weiter auf dem 6. Platz. Im deutschen Team startete Jörg Haustein nicht mehr. Er war nach einer am Vortag erlittenen Verletzung zur Behandlung in einer Klinik.
In der Women’s Trophy lag weiter das französische Team vor den Mannschaften aus den USA, Schweden und Deutschland.
Die Clubwertung führte nach wie vor das SLOVAKIA HANT TEAM vor dem MOTOCLUB ITALIA und dem CATALUNYA TEAM. Das Team DMSB 1 ADAC lag weiter auf dem 7. Platz, der MSC Mattighofen rutschte auf den 26. Platz ab.

### 5. Tag
Die Etappe des fünften Tages führte über 270 Kilometer. Eine besondere Herausforderung waren Temperaturen von über 40 °C.
Die Zwischenstände nach dem fünften Fahrtag: In der World Trophy-Wertung führte das Team aus Frankreich vor Italien und Finnland. Das deutsche Team lag weiter auf dem 8., das Schweizer Team weiter auf dem 13. Platz. Die Mannschaft Österreichs verbesserte sich auf den 17. Platz.
In der Junior Trophy führte weiter das italienische Team vor Australien und Frankreich. Das deutsche Team lag weiter unverändert auf dem 6. Platz.
In der Women’s Trophy führte unverändert das französische Team vor den Mannschaften aus den USA, Schweden und Deutschland.
Die Clubwertung führte das SLOVAKIA HANT TEAM vor dem MOTOCLUB ITALIA und dem TEAM OSTRA GOTA 1 an. Das Team DMSB 1 ADAC verbesserte sich auf den sich auf den 5., der MSC Mattighofen auf den 24. Platz.

### 6. Tag
Am letzten Fahrtag wurde keine Etappe gefahren, das Abschluss-Motocross als letzte Sonderprüfung fand auf dem „Racecircuit Serres“ statt.
Im Rennen stürzte der deutsche Junior-Trophy-Fahrer Andreas Baier, wurde von einem nachfolgenden Fahrer angefahren und kugelte sich dabei den rechten Arm aus. Er konnte das Rennen nicht beenden.

## Endergebnisse

### World Trophy
| Platz | Team                   | Zeit        |
| ----- | ---------------------- | ----------- |
| 1.    | Frankreich             | 14:50:25.78 |
| 2.    | Italien                | 14:51:19.37 |
| 3.    | Vereinigte Staaten     | 14:58:45.82 |
| 4.    | Spanien                | 15:06:52.83 |
| 5.    | Finnland               | 15:08:48.17 |
| 6.    | Australien             | 15:12:03.82 |
| 7.    | Schweden               | 15:15:32.88 |
| 8.    | Deutschland            | 15:32:31.11 |
| 9.    | Niederlande            | 15:37:11.50 |
| 10.   | Polen                  | 15:39:13.49 |
| 11.   | Tschechien             | 16:08:29.58 |
| 12.   | Portugal               | 16:15:02.76 |
| 13.   | Schweiz                | 16:38:08.04 |
| 14.   | Griechenland           | 16:55:19.53 |
| 15.   | Kanada                 | 17:30:41.90 |
| 16.   | Neuseeland             | 17:39:52.01 |
| 17.   | Venezuela              | 17:44:20.57 |
| 18.   | Österreich             | 17:45:30.07 |
| 19.   | Japan                  | 18:27:55.77 |
| 20.   | Mexiko                 | 20:00:37.45 |
| 21.   | Vereinigtes Königreich | 20:15:09.12 |
| 22.   | Israel                 | 21:52:11.51 |
| 23.   | Belgien                | 25:15:28.37 |
| 24.   | Ungarn                 | 29:20:12.96 |
| 25.   | Dänemark               | 44:32:51.69 |
| 26.   | Türkei                 | 60:00:00.00 |

### Junior World Trophy
| Platz | Team                   | Zeit        |
| ----- | ---------------------- | ----------- |
| 1.    | Italien                | 9:02:23.57  |
| 2.    | Australien             | 9:14:36.57  |
| 3.    | Frankreich             | 9:17:21.88  |
| 4.    | Spanien                | 9:21:56.76  |
| 5.    | Finnland               | 9:26:10.52  |
| 6.    | Deutschland            | 9:32:24.83  |
| 7.    | Portugal               | 9:36:40.25  |
| 8.    | Vereinigtes Königreich | 9:38:47.15  |
| 9.    | Schweden               | 9:43:22.87  |
| 10.   | Neuseeland             | 9:48:34.72  |
| 11.   | Tschechien             | 10:03:31.53 |
| 12.   | Vereinigte Staaten     | 10:28:51.44 |
| 13.   | Griechenland           | 10:58:28.42 |
| 14.   | Chile                  | 12:56:28.49 |
| 15.   | Mexiko                 | 18:00:22.68 |
| 16.   | Belgien                | 22:45:44.62 |

### Women’s World Trophy
| Platz | Team               | Zeit        |
| ----- | ------------------ | ----------- |
| 1.    | Frankreich         | 7:10:18,72  |
| 2.    | Vereinigte Staaten | 7:30:26,39  |
| 3.    | Schweden           | 8:46:50,04  |
| 4.    | Deutschland        | 15:43:36,32 |

### Club Team Award
| Platz                      | Team                      | Zeit        |
| -------------------------- | ------------------------- | ----------- |
| 1.                         | SLOVAKIA HANT TEAM        | 9:21:47.41  |
| 2.                         | MOTOCLUB ITALIA           | 9:31:03.56  |
| 3.                         | TEAM OSTRA GOTA 1         | 9:44:23.72  |
| 4.                         | MOTO SZKOLA TEAM BEMBENIK | 9:46:32.39  |
| 5.                         | DMSB 1 ADAC               | 9:54:41.73  |
| 000{\displaystyle \vdots } |                           |             |
| 10.                        | DMSB 3 ADAC               | 10:22:22.86 |
| 000{\displaystyle \vdots } |                           |             |
| 17.                        | DMSB 2 ADAC               | 10:48:03.28 |
| 000{\displaystyle \vdots } |                           |             |
| 20.                        | DMSB 4 ADAC               | 11:02:06.96 |
| 000{\displaystyle \vdots } |                           |             |
| 24.                        | MSC MATTIGHOFEN           | 11:29:57.39 |

### Manufacturer’s Team Award
| Platz | Team                    | Zeit        |
| ----- | ----------------------- | ----------- |
| 1.    | KTM 1                   | 8:54:29,40  |
| 2.    | Honda HM Zanardo        | 8:58:31,55  |
| 3.    | Team Husqvarna 1        | 9:00:33,26  |
| 4.    | Husaberg 1              | 9:03:16,57  |
| 5.    | KTM 3                   | 9:03:50,29  |
| 6.    | GasGas Team             | 9:08:34,91  |
| 7.    | KTM Deutschland 1       | 9:11:29,73  |
| 8.    | BMW Motorrad Motorsport | 9:17:08,01  |
| 9.    | KTM Deutschland 2       | 9:34:43,24  |
| 10.   | Husaberg 2              | 9:44:47,83  |
| 11.   | TM                      | 10:28:42,29 |
| 12.   | KTM Deutschland 3       | 14:03:34,02 |
| 13.   | Yamaha Ufo Corse        | 15:02:30,04 |
| 14.   | KTM 2                   | 15:03:55,18 |
| 15.   | Beta Boano Racing       | 16:21:26,52 |
| 16.   | Husaberg 3              | 17:07:02,21 |

### Einzelwertung
| Klasse | Starter | Gold | Silber | Bronze | ohne Medaille | Ausfall/Disqualifikation | Klassensieger (Motorrad)    | Zeit       |
| ------ | ------- | ---- | ------ | ------ | ------------- | ------------------------ | --------------------------- | ---------- |
| E1 (a) | 76      | 24   | 33     | 4      |               | 15                       | Iván Cervantes (KTM)        | 2:55:23,78 |
| E2 (b) | 77      | 21   | 38     | 5      |               | 13                       | Alessandro Belometti (KTM)  | 2:57:02,61 |
| E3 (c) | 63      | 30   | 24     | 2      |               | 7                        | Marko Tarkkala (KTM)        | 2:56:31,87 |
| EW (d) | 12      | 4    | 3      | 2      | 0             | 3                        | Ludivine Puy (GasGas)       | 3:28:56,46 |
| C1 (a) | 78      | 18   | 30     | 9      | 3             | 18                       | Mazrizio Gerini (Husqvarna) | 3:07:44,93 |
| C2 (b) | 92      | 17   | 34     | 15     | 8             | 18                       | Robert Kapajcik (KTM)       | 3:05:33,72 |
| C3 (c) | 49      | 12   | 21     | 7      | 3             | 6                        | Stefan Svitko (KTM)         | 3:06:24,49 |
| Gesamt | 447     | 126  | 183    | 44     | 14            | 80                       |                             |            |

## Teilnehmer
| Staat | World Trophy Team | Junior Trophy Team                                                                                      | Women’s Trophy Team                                                     | Club-Teams |
| --- | --- | --- | ----------------------------------------------------------------------- | --- |
| Australien | Christopher Hollis (Yamaha) Kirk Hutton (Yamaha) Ben Kearney (KTM) Glenn Kearney (Husqvarna) Stefan Merriman (Aprilia) Anthony Roberts (Honda)                  | Jarrod Bewley (Yamaha) Geoff Braico (KTM) Blake Hore (Yamaha) Andrew Lloyd (Moto TM)                    |                                                                         | MOTORCYCLING AUSTRALIA CLU… (3x) (i) MULTINATIONAL CLUB 3                                                                                |
| Belgien | Fred Huynen (Yamaha) Frank Lorge (KTM) Pierre Schmits (KTM) Wim Vanderheyden (KTM) Arnaud Dermine (GasGas) Bertrand Bailleux (Beta)                             | Steve Goblet (KTM) Frederic Gauniaux (Beta) Adrien Vandommele (Moto TM)                                 |                                                                         | |
| Brasilien | | |                                                                         | BRASIL 1 BRAZILIAN TEAM |
| Chile | | Daniel Gouet (KTM) Vicente Israel (KTM) Benjamin Israel (KTM) Josue Smith (KTM)                         |                                                                         | MULTINATIONAL CLUB 2 (1 Fahrer) |
| Dänemark | Curt Steen Andersen (Husqvarna) Lars Christoffersens (Husaberg) Torben Lund Nielsen (Husaberg) Remus Haupt (KTM) Andre Larsen (KTM)                             | |                                                                         | |
| Deutschland | Mike Hartmann (KTM) Stefan Hau (Husqvarna) Marcus Kehr (KTM) Marco Straubel (KTM) Ralf Scheidhauer (KTM) Christoph Seifert (KTM)                                | Andreas Beier (KTM) Jörg Haustein (KTM) Edward Hübner (KTM) Derrick Görner (KTM)                        | Heike Petrick (KTM) Martina Singer (KTM) Christina Steinkrauss (GasGas) | DMSB 1 ADAC DMSB 2 ADAC DMSB 3 ADAC DMSB 4 ADAC                                                                                          |
| Finnland | Roni Nikander (KTM) Jari Mattila (Honda) Valtteri Salonen (Husaberg) Juha Salminen (KTM) Marko Tarkkala (KTM) Kari Tiainen (BMW)                                | Jari Pulkkinen (Honda) Olli Turma (KTM) Anti Hellsten (Husqvarna) Oskari Kantonen (KTM)                 |                                                                         | DYNASET OFFROAD AREENA KTM CLUB FINLAND JUNIOR TEAM SML RACING BIKE FINLAND                                                              |
| Frankreich | Julien Gaultier (Honda) Jordan Curvalle (Suzuki) Rodrig Thain (Moto TM) Christophe Nambotin (GasGas) Sebastian Guillaume (Husqvarna) Nicolas Deparrois (GasGas) | Sylvain Lebrun (KTM) Jeremy Joly (Husqvarna) Benoit Fortunato (Husqvarna) Yannick Bossi (Moto TM)       | Alice Geneste (Moto TM) Audrey Rossat (KTM) Ludivine Puy (GasGas)       | A.M.V. BOUVESSE CANTAL ISDE MTTE (MOTO TOUT TERRAIN EVOLUTION)                                                                           |
| Griechenland | Vasileios Siafarikas (Honda) Gergios Kinonas (KTM) Dimitrios Tsakatsonis (KTM) Stamatis Mantas (Husqvarna) Adamos Prassos (KTM) Dimitrios Kokkinos (Husaberg)   | Leonidas Kouloukatsis (Husqvarna) Michalis Ouslios (Honda) Yiannis Pavlidis (KTM) Ioannis Trigkas (KTM) |                                                                         | EDIL EXTRA PRODUCTS HELLENIC POLICE ENDURO RACING LAMS SERRES POM HELLAS CLUB                                                            |
| Irland | | |                                                                         | FASTLANE MULTINATIONAL CLUB 2 (1 Fahrer) (h)                                                                                             |
| Israel | Shahar Sulimani (Husqvarna) Uriah Carmelli (Yamaha) Hadar Etziony (KTM) Ido Karmon (Yamaha) Nadav Lugasy (KTM) Tomer Shemesh (Husqvarna)                        | |                                                                         | CLAL SIXT MEMSI |
| Italien | Maurizio Micheluz (Yamaha) Simone Albergoni (Yamaha) Alessandro Belometti (KTM) Dini Fabrizio (Yamaha) Fabio Mossini (HM-Honda) Alessandro Botturi (HM-Honda)   | Thomas Oldrati (KTM) Oscar Balleti (HM-Honda) Mirko Gritti (Beta) Vanni Cominotto (KTM)                 |                                                                         | MOTOCLUB ALTASERRA MOTOCLUB COSTA VOLPINO MOTOCLUB DESIO MOTOCLUB ITALIA MOTOCLUB LA MARCA TREVIGIANA MOTOCLUB TRIESTE SCUDERIA DOLOMITI |
| Japan | Yaturo Uchiyama (Yamaha) Yasuomi Uchiyama (Husqvarna) Takatoshi Fujita (Yamaha) Taisuke Mizukami (Husqvarna) Iwao Hakata (KTM)                                  | |                                                                         | LAST SAMURAI |
| Kanada | Guillaume Pronovost (Husqvarna) Brian Wojnarowski (Yamaha) Trent Burgiss (KTM) Paul Neumeister (KTM) Dave Neumeister (KTM) Scott Kinakin (KTM)                  | |                                                                         | QC/BC OFF ROAD |
| Mexiko | Erick Sanchez (KTM) Carlos Gracida (KTM) Juan Carlos Gardenas (Husqvarna) Rene Assmar (KTM) Arturo Garza (KTM) Octavio Valle (KTM)                              | Jose Eduardo Vanzzini (KTM) Guillermo Gomez (KTM) Luis Mata (KTM)                                       |                                                                         | MEXICO 1 MEXICO 2 |
| Neuseeland | Christopher Birch (KTM) Sean Clarke (Yamaha) Mark Delautour (KTM) Jonathan Kight (KTM) Luke Uhrle (Kawasaki) Duncan McLaren (Yamaha)                            | Adrian Smith (Yamaha) Morgan Dransfield (KTM) Rory Mead (Yamaha) Jason Davis (KTM)                      |                                                                         | KIWI RIDER |
| Niederlande | Ralph Hubers (Yamaha) Amel Advokaat (KTM) Alex van de Broeck (Honda) Hans Vogels (Yamaha) Erwin Plekkenpol (Honda) Mark Wassink (KTM)                           | |                                                                         | BMCC BEILEN WESTERBORK MCC HEEMSKERK 1 MCC HEEMSKERK 2 MCNH 1 MOTORCLUB NIJVERDAL HELLENDOORN                                            |
| Österreich | Bernhard Walzer (KTM) Eduard Ederer (KTM) Andreas Halsmayer (KTM) Eduard Neufelner (KTM) Gunther Schopohl (KTM) Paul Schrank (KTM)                              | |                                                                         | MSC MATTIGHOFEN |
| Polen | Lukasz Bartos (Yamaha) Michal Szuster (Yamaha) Waclaw Skolarus (Yamaha) Jakub Przygonski (Yamaha) Bartosz Oblucki (Husqvarna) Sebastian Krywult (KTM)           | |                                                                         | KTM NOVI TEAM AUGUSTYN MOTO SZKOLA TEAM BEMBENIK                                                                                         |
| Portugal | Joao Sares (Yamaha) David Megre (KTM) Pedro Oliveira (Yamaha) Fernardo Ferreira (Yamaha) Mario Patrao (Suzuki) Paulo Felicia (GasGas)                           | Goncalo Reis (KTM) Goncalo Bandeira (Suzuki) Tomas Neves (Yamaha) Gustavo Gaudencio (Yamaha)            |                                                                         | |
| Schweden | Fredrik Georgsson (KTM) Niklas Gustafsson (Honda) Anders Eriksson (BMW) Joakim Ljunggren (Husaberg) Bjorne Carlsson (Husaberg) Patrik Wicksell (KTM)            | Karl Svensson (KTM) Victor Karlsson (Honda) Robert Kvarnstrom (TM) Martin Sundin (Husaberg)             | Paulina Andersson (KTM) Vanja Kollmann (KTM) Jessika Jonsson (GasGas)   | SWEDISH ARMED FORCES TEAM OSTRA FME TEAM OSTRA GOTA 1 VASTRA JUNIOR                                                                      |
| Schweiz | Jonathan Rosse (Yamaha) Bertrand Fellay (Yamaha) Jonathan Roselet (Yamaha) Marc Bieri (Beta) Nikolas Joye (Husaberg) Christophe Robert (KTM)                    | |                                                                         | |
| Slowakei | | |                                                                         | MOTOSPORTRACING TEAM SLOVAKIA SLOVAKIA HANT TEAM PB RACING TEAM SLOVAKIA                                                                 |
| Spanien | Iván Cervantes (KTM) Xacob Agra (BMW) Cristobal Guerrero (Yamaha) Oriol Mena (KTM) Xavier Galindo (KTM) Gerard Farres (KTM)                                     | Guillem Pares (Yamaha) Lorenzo Santolino (KTM) Armand Monleon (Yamaha) Lucas Puerta (Yamaha)            |                                                                         | CAMILLO E PEPPONE-MURIEL CATALUNYA TEAM MC SITGES-CAN CALET PETARDOS TEAM-ESC CAUCA                                                      |
| Südafrika | | |                                                                         | CLUB SOUTH AFRICA |
| Tschechien | Martin Gottvald (Husqvarna) Tomas Loukota (KTM) Jakub Horak (KTM) Michal Rudolf (Husaberg) Michal Kadlecek (Husaberg) Radek Toman (KTM)                         | Milan Engel (KTM) Lukas Sedlacek (KTM) Petr Husek (Sherco) Marek Borak (GasGas)                         |                                                                         | EnC Sherco RACING CZ ENDURO KLUB ZRUC NAD SAZAVOU MOTORSPORT BOZKOV 1 MOTORSPORT BOZKOV-KBS UAMK                                         |
| Türkei | Koray Ozkaplan (KTM) Serkan Ozdemir (KTM) And Tfekci (KTM) Batu Derer (KTM) Kemal Kantar (KTM) Selcuk Bektas (KTM)                                              | |                                                                         | |
| Ungarn | Janos Desi (KTM) Tamas Nador (Suzuki) Norbert Jager (KTM) Istvan Marko (Suzuki) Laszlo Toth (Yamaha) Peter Katai (KTM)                                          | |                                                                         | |
| Venezuela Fernando Macia (Yamaha) Jeronimo Puppio (Yamaha) Nicolas Cardona (Yamaha) Marco Fridegotto (KTM) Raul Cuttilas (KTM) Gomez Leopoldo (KTM) | | |                                                                         | |
| Vereinigtes Königreich | Tom Sagar (KTM) Dylan Jones (Yamaha) Daryl Bolter (Husqvarna) Jason Thomas (KTM) Simon Wakley (Husqvarna) Edward Jones (KTM)                                    | Lee Edmondson (Honda) Ashley Wood (KTM) Oliver Moyce (Yamaha) Jamie Paget (Moto TM)                     |                                                                         | BAFMA SOUTHERN MCC ISLE OF MAN WALES A WALES B WEST OF ENGLAND                                                                           |
| Vereinigte Staaten | Ricky Dietrich (Kawasaki) Destry Abbott (Kawasaki) James Jarrett (Suzuki) Nathan Woods (Suzuki) Kurt Caselli (KTM) Nathan Kanney (KTM)                          | Ben Smith (Husqvarna) Joe Giordano (KTM) Ryan Powell (Yamaha) David Kamo (KTM)                          | Nicole Bradford (KTM) Amanda Mastin (Yamaha) Maria Forsberg (KTM)       | CARTER ENGINEERING DESERT MC JAFMAR RACING LUBBOCK TRAIL RIDERS MISSOURI MUDDERS TEAM OREGON TRAIL RIDERS OF HOUSTON                     |
| Zypern | | |                                                                         | CYPRUS ENDURO TEAM |